# Das Herz am Rhein

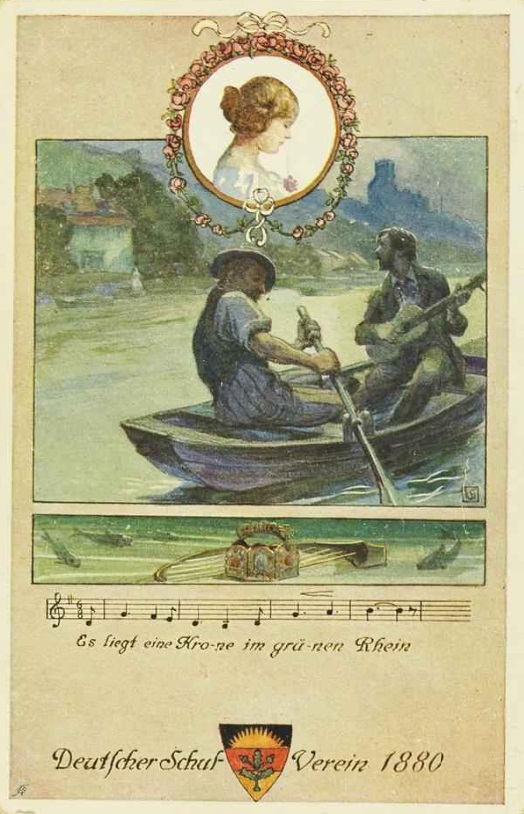
Liedpostkarte des Deutschen Schulvereins Es liegt eine Krone im grünen Rhein, Grafik von Karl Friedrich Gsur mit dem Anfang der Melodie von Wilhelm Hill (Poststempel 1912)

Das Herz am Rheine, Incipit Es liegt eine Krone im grünen Rhein, ist ein Gedicht von Heinrich Dippel (1825–1870), veröffentlicht 1856 in der von Karl Weller herausgegebenen Sammlung Dichterstimmen der Gegenwart. Eine Sammlung vom Felde der deutschen Lyrik seit 1850.
Der Text wurde mehrfach vertont, so von Wilhelm Brandes (1860), Georg Goltermann (1863), Max Wolf (1878), Franz Abt (1879), Wilhelm Hill, Fritz Neuert und Malvina Schnorr von Carolsfeld. Vor allem mit den Melodien von Brandes und Hill erlangte es zeitweise volksliedartige Popularität und war 1944/45 Erkennungsmelodie des US-amerikanischen getarnten Propagandasenders Sender 1212.

## Inhalt
Dippel greift in seinem Gedicht den in der Romantik beliebten und in allen Künsten bearbeiteten Mythos vom Rhein auf. Die erste Strophe spiegelt die Sehnsucht der Jahrhundertmitte nach einem großdeutschen Nationalkaisertum wider, symbolisiert durch die Krone im Rhein und die alte Kaiserstadt Aachen. Die zweite Strophe besingt die bewegende Kraft von Dichtung und Musik, symbolisiert durch die Leier im Rhein. Die dritte Strophe stellt über Herrschaft und Poesie die Liebe, symbolisiert durch das „engelgleiche“ Herz eines einfachen Mädchens, das am Rhein wohnt.

## Text

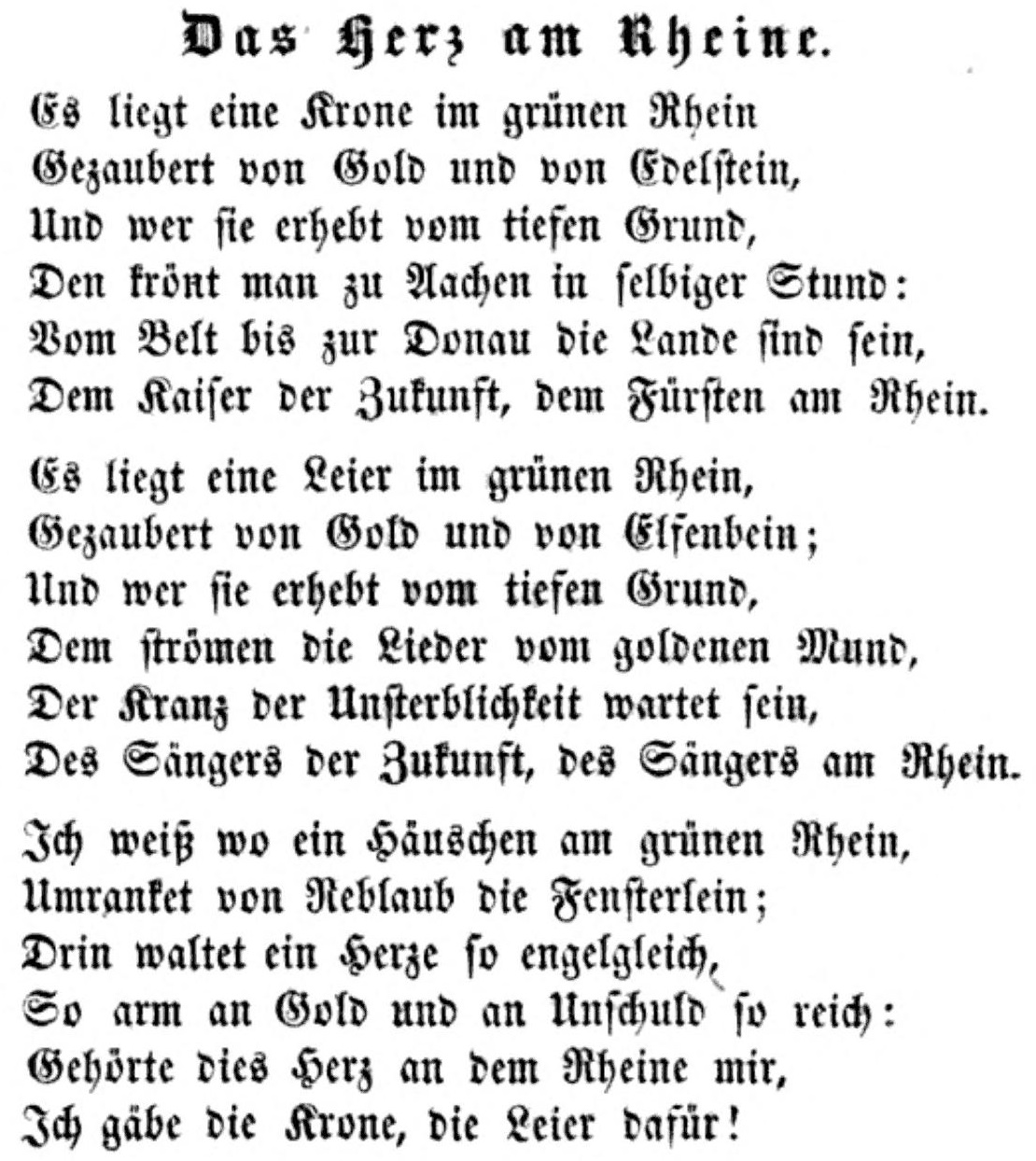
Textdruck 1856

Die gesungenen Textfassungen unterscheiden sich in manchen Einzelheiten vom Original. Hier die Version des Allgemeinen Deutschen Kommersbuchs (1896), wo die Melodien von Brandes und von Hill als mögliche Singweisen angegeben werden. Bei Hill wird die letzte, bei Brandes werden die letzten beiden Zeilen jeder Strophe wiederholt.
Es liegt eine Krone im grünen Rhein,

gezaubert von Gold und von Edelstein,

und wer sie erhebt aus tiefem Grund,

den krönt man zu Aachen in selbiger Stund;

vom Belt bis zur Donau die Lande sind sein,

dem Kaiser der Zukunft, dem Fürsten am Rhein.

Es liegt eine Leier im grünen Rhein,

gezaubert von Gold und von Elfenbein,

und wer sie erhebt aus tiefem Grund,

dem strömen die Lieder begeisternd vom Mund.

Der Kranz der Unsterblichkeit wartet sein,

des Sängers der Zukunft, des Sängers am Rhein.

Ich weiß wo ein Häuschen am grünen Rhein,

umranket von Reblaub die Fensterlein,

drin waltet ein Herz so engelgleich,

an Gold so arm, doch an Tugend so reich.

Gehörte dies Herz an dem Rheine mir,

ich gäbe die Krone, die Leier dafür!

## Zitat
„Auch wir vermögen uns nicht abzulösen von einer Vorstellungswelt, welcher der Rhein als der Träger eines uralten und unsterblichen Reichsmysteriums erscheint. Selbst in der nichtswürdigen Plattheit des Liedes »Es liegt eine Krone im grünen Rhein« klingt etwas auf von jener Ahnungsfülle, die sich an den heiligen Strom bindet; und ich stehe nicht an, zu bekennen, daß ich diese schlechten Strophen nie ohne ein tiefes Erschauern hören oder denken kann.“